# Europolytec
 (juillet 2011).
Si vous disposez d'ouvrages ou d'articles de référence ou si vous connaissez des sites web de qualité traitant du thème abordé ici, merci de compléter l'article en donnant les références utiles à sa vérifiabilité et en les liant à la section « Notes et références ».

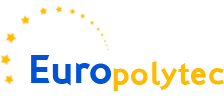
Logo du Projet Europolytec

Europolytec est un projet européen proposé par l'Université de Versailles-Saint-Quentin-en-Yvelines.

Ce projet regroupe à l'heure actuelle 4 pays européens : l'Allemagne, l'Espagne, la France et la Roumanie ; ainsi que 8 partenaires.

## Histoire du Projet
Ce projet a débuté en 2009 et sera terminé en septembre 2011.

Il est la suite d'un autre projet européen proposé par l'Université de Versailles-Saint-Quentin-en-Yvelines : Europortic.

## But du projet
Le projet consiste à réaliser un site web européen d'information sur les métiers et les formations en informatique et en mécatronique, tout d'abord, puis dans d'autres domaines par la suite.
Sur ce site, toute personne peut à l'heure actuelle :
- constituer son Projet Personnel et Professionnel, un document explicitant ses choix et aidant le futur candidat lors d'un entretien.
- rechercher des écoles et leurs formations en informatique et mécatronique.
- se renseigner sur les métiers en informatique et mécatronique.
- faire correspondre une formation aux compétences et à ses niveaux de compétences (Notion, Application, Maîtrise ou Expertise) selon le référentiel Européen de Compétences.
- se constituer un e-portfolio incluant un CV Europass (reconnu dans toute l'Europe), ainsi qu'une présentation de ses différentes réalisations dans le cadre de l'informatique ou de la mécatronique.

## Liste des Partenaires
| Partenaire                                                | Pays      |
| --------------------------------------------------------- | --------- |
| Escola Universitària Salesiana de Sarrià (EUSS)           | Espagne   |
| FESTO                                                     | Allemagne |
| Hewlett-Packard (HP)                                      | France    |
| Institut de technologie de Karlsruhe (\|KIT)              | Allemagne |
| MOEC                                                      | Espagne   |
| Université Paris Jules Verne (UPJV)                       | France    |
| Université Politehnica Timișoara (UPT)                    | Roumanie  |
| Université de Versailles-Saint-Quentin-en-Yvelines (UVSQ) | France    |